# Ивник (деревня)
Ивник, ранее Ивники (бел. Іўнік, Іўнікі) — опустевшая деревня в Червенском районе Минской области Беларуси. Входит в состав Руднянского сельсовета.

## Географическое положение
Расположена в 11 километрах к северу от Червеня, в 74 км от Минска, в 35 км от железнодорожной станции Смолевичи линии Минск—Орша.

## История
На 1885 год застенок Ивники, входивший в состав Гребёнской волости Игуменского уезда Минской губернии. Согласно переписи населения Российской империи 1897 года, здесь было 14 дворов, где проживали 100 человек. На 1908 год насчитывалось 15 дворов и 110 жителей. На 1917 год в застенке было 7 дворов и 39 жителей. 20 августа 1924 года деревня вошла в состав вновь образованного Домовицкого сельсовета Червенского района Минского округа (с 20 февраля 1938 — Минской области). Согласно переписи населения СССР 1926 года здесь было 11 дворов, где проживали 72 человека. Во время Великой Отечественной войны деревня была оккупирована немецко-фашистскими захватчиками в начале июля 1941 года. 7 жителей деревни не вернулись с фронта. Освобождена в начале июля 1944 года. 25 июля 1959 года в связи с упразднением Домовицкого сельсовета передана в Руднянский сельсовет. На 1960 год население деревни составило 87 человек. В 1980-е годы она относилась к экспериментальной базе «Новые Зеленки». На 1997 год здесь было 7 домов и 13 жителей. На 2013 год постоянное население деревни не учтено.

## Население
- 1897 — 14 дворов, 100 жителей
- 1908 — 15 дворов, 110 жителей
- 1917 — 7 дворов, 39 жителей
- 1926 — 11 дворов, 72 жителя
- 1960 — 87 жителей
- 1997 — 13 дворов, 21 житель
- 2013 — постоянное население не учтено

## Известные уроженцы
- Соловьёва, Янина Васильевна — Герой Социалистического Труда